# 6 septembre 1923
Le jeudi 6 septembre 1923 est le 249e jour de l'année 1923.

## Naissances
- Aleksandr Babaïev (mort le 22 mai 1985), aviateur soviétique
- Nada Dimić (morte le 17 mars 1942), communiste yougoslave
- Paulette Callabat (morte le 27 juillet 2005), religieuse française
- Pierre II de Yougoslavie (mort le 3 novembre 1970), roi de Yougoslavie

## Décès
- Henri Poirson (né le 1er mai 1853), personnalité politique française